# The Doraemons: Dokidoki kikan-sha daibakusō!
The Doraemons: Dokidoki kikan-sha daibakusō! è un cortometraggio del 2000 con protagonista il gruppo dei Doraemons, inedito in Italia.

## Trama
Il malvagio Professor Azimov (già apparso in The Doraemons: Kaitō Dorapan nazo no chōsen-jō!) ha rubato una importantissima cella di energia e, prima che il guasto diventi irreparabile, i Doraemons devono riuscire a rimediare al problema, giungendo rapidamente al luogo del misfatto. Grazie a Robin, una ragazza / macchinista che scambieranno inizialmente per un maschio, e al suo treno, i Doraemons arriveranno in tempo per sostituire la cella di energia mancante, nonostante le numerose insidie poste dal Professore e dai suoi scagnozzi.

## Distribuzione
Il film è stato proiettato nei cinema giapponesi il 4 marzo 2000, insieme a Doraemon: Nobita no taiyō ō densetsu e Doraemon: Obā-chan no omoide.
Il titolo internazionale del cortometraggio è Doki Doki Wildcat Engine.